# Ewald von Kleist
Generalfeldmarschal Paul Ludwig Ewald von Kleist (8. srpna 1881 Braunfels v Hesensku – 13. listopadu 1954 Vladimir v Rusku) byl vysoce postavený druhoválečný německý vojevůdce.

## Začátek kariéry
Do Německé císařské armády vstoupil v březnu roku 1900, k 3. dělostřeleckému pluku. Od října 1910 studoval vojenskou akademii. V první světové válce sloužil jako nižší důstojník u jezdeckého dělostřelectva a ke konci války jako náčelník divizního štábu. Po válce zůstal v Reichswehru, kde sloužil u jezdectva. V létě 1929 se stal náčelníkem divizního štábu. Od února 1932 velel 2. jezdecké divizi. V srpnu 1936 mu bylo svěřeno velení nad VIII. armádním sborem, ale již v únoru 1938 byl penzionován.

## Druhá světová válka (1939-1940)

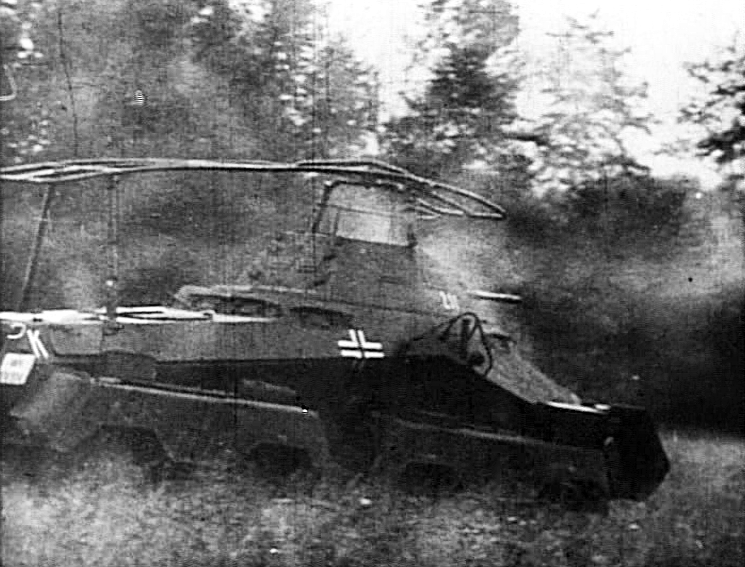
Německé obrněné vozidlo SdKfz 232 v Ardenském lese během bitvy o Francii 1940.

K plánované invazi do Polska byl opět povolán do aktivní služby jako velitel XXII. tankového sboru. Během bitvy o Francii velel tankové skupině von Kleist.

## Přepadení Jugoslávie (duben 1941)
Dne 19. července 1940 byl Kleist povýšen do hodnosti generálplukovníka a obdržel Rytířský kříž. V dubnu 1941 byla Tanková skupina Kleist přejmenována na 1. tankovou skupinu a stála v čele invaze do Jugoslávie. Jednotky 1. tankové skupiny rozmístěné proti střední Jugoslávii (Srbsku) byly první, které vstoupily do Bělehradu, přitom se její příslušníci dopustili válečných zločinů.

## Druhá světová válka (červen 1941-1942)
Kleistova 1. tanková skupina prodělala boje na Ukrajině u Skupiny armád Jih v roce 1941. Na podzim toho roku dosáhly Kleistovy tanky přístavního města Rostovu na Donu, ale při zimní sovětské protiofenzívě (1941-1942), byl von Kleist z Rostova vytlačen, útočiště našel až za řekou Mius.
Letní německé ofenzívy roku 1942 (operace Blau) se jeho jednotky účastnily již pod názvem 1. tanková armáda. Po několika dnech od zahájení německého útoku byla tamní sovětská vojska zničena nebo v rozkladu a Kleistovy tanky směřovaly přes Rostov na Donu směrem ke Kavkazu. V Kavkazských horách brzy došel Němcům dech a jejich ofenzíva uvázla na mrtvém bodě. Když sovětská vojska zahájila proti německé 6. armádě u Stalingradu Operaci Uran v druhé polovině listopadu 1942, stal se von Kleist velitelem nad Skupinou armád A, která do té doby byla bez velení (ve skutečnosti ji velel na dálku přímo Adolf Hitler). Velitelem jeho původní 1. tankové armády se stal von Mackensen.

## Druhá světová válka (1943–1944)
Jako nový velitel Skupiny armád A (17. armáda a 1. tanková armáda) musel začít řídit ústup armád z kavkazské oblasti, aby zabránil jejich obklíčení, protože na sever od Donu se hroutila Skupina armád B (von Weichs) a nová Skupina armád Don (von Manstein) nebyla schopna probít se na pomoc 6. armádě u Stalingradu ani natrvalo zastavit sovětský postup k Rostovu na Donu. Prvního února roku 1943 jej Adolf Hitler, spolu s velitelem Skupiny armád B Weichsem, jmenoval generálem polním maršálem. Na Hitlerův rozkaz ale zůstala 17. armáda na kubáňském předmostí a za řeku Don ustoupila jen vojska 1. tankové armády. Skupina armád A od jara 1943 velela jen 17. armádě na Kubáni a strážním jednotkám na Krymu.
Přes všechny rady generálů a samotného Kleista na stažení 17. armády z Kubáně trval Adolf Hitler na držení předmostí pro případné další německé ofenzívy. Teprve po německé porážce v bitvě u Kurska a následném ústupu německých jednotek na východní Ukrajině povolil stažení 17. armády. To se za velkých ztrát na životech vojáků 17. armády podařilo. Při následných ústupových bojích na Ukrajině (léto 1943 – jaro 1944) dostala Skupina armád A pod velení novou 6. armádu, se kterou měla udržet přístup na Krymský poloostrov.
Ewald von Kleist byl od jmenování do velitelské funkce Skupiny armád A nucen neustále svádět boj s nejvyšším velením, resp. s Hitlerem, což vyvrcholilo prosazením stažení vojsk Skupiny armád A za řeku Dněpr a tedy obklíčením Krymského poloostrova, který musel být dříve nebo později vyklizen. Ewald von Kleist a Erich von Manstein, byli 30. března 1944 vyznamenáni (Rytířský kříž s dubovou ratolestí a meči), zároveň však byli sesazeni z funkce velitelů Skupiny armád A a Skupiny armád Jih a posláni do zálohy. Na jejich funkce nastoupili Walter Model jako velitel Skupiny armád Severní Ukrajina (přejmenovaná ze Sk. arm. Jih) a Ferdinand Schörner jako velitel Skupiny armád Jižní Ukrajina (přejmenovaná ze Sk. arm. A).
Po atentátu na Hitlera dne 20. července 1944 byl gestapem zatčen, ale na rozdíl od svého příbuzného Ewalda von Kleist-Schmenzina, který byl ve spiknutí zapojený, se Kleist vyhnul soudu a byl později propuštěn.
Polní maršál Ewald von Kleist byl v Bavorsku v dubnu 1945 zajat americkými vojáky. Britskou armádou byl v září 1946 předán do Jugoslávie. Tam byl odsouzen k 15 letům vězení za válečné zločiny. Roku 1948 byl vydán do Sovětského svazu a zde odsouzen za válečné zločiny na 25 let vězení. Ve dnech 13. nebo 16. listopadu 1954 zemřel ve vězení ve městě Vladimir (asi 200 km východně od Moskvy) na srdeční selhání. Stal se tak válečným zajatcem s nejvyšší hodností, který zemřel v sovětském zajetí.

## Data povýšení
- Fahnenjunker-Unteroffizier – 13. březen 1900
- Fähnrich – 18. říjen 1900
- Poručík – 18. srpna 1901
- Nadporučík – 27. ledna 1910
- Kapitán – 22. března 1914
- Major – 1. červenec 1921
- Podplukovník – 1. prosinec 1926
- Plukovník – 1. říjen 1929
- Generálmajor – 1. říjen 1932
- Generálporučík – 1. říjen 1933
- Generál jezdectva – 1. srpen 1936
- Generálplukovník – 19. červenec 1940
- Generál polní maršál – 1. únor 1943

## Vyznamenání
- Železný kříž II. třídy – 4. říjen 1914
- Železný kříž I. třídy – 27. leden 1915
- Spona k železnému kříži II. třídy – 17. září 1939
- Spona k železnému kříži I. třídy – 27. září 1939
- Rytířský kříž (15. držitel) – 15. květen, 1940
- Dubové ratolesti k rytířskému kříži (72. držitel) – 17. únor, 1942
- Meče k rytířskému kříži (60. držitel) – 30. březen 1944
- Medaile za východní frontu – 1942
- Krymský štít[1], 1942
- Kříž cti
- Královský rumunský Řád Michala Chrabrého III. třídy – 16. červenec 1942
- Královský rumunský Řád Michala Chrabrého II. třídy – 6. říjen, 1942
- Královský rumunský Řád Michala Chrabrého I. třídy – 6. říjen, 1942
- |  |  |  Služební vyznamenání Wehrmachtu IV. – I. třídy – 2. říjen, 1936
- Královský pruský služební kříž
- Čestný rytíř královského pruského řádu Johanitů – 1917
- Říšský rytíř královského pruského řádu Johanitů – 1935
- Velkokříž královského maďarského záslužného řádu s meči – 13. květen, 1941
- Hamburský Hansovní kříž
- Vojenský savojský řád[2] III. třídy, 30. červenec, 1942
- Zmíněn ve Wehrmachtbericht: 10. duben, 1941; 13. duben, 1941; 26. srpen, 1941; 27. srpen, 1941; 11. říjen, 1941; 12. říjen, 1941; 22. listopad, 1941; 30. květen, 1942, 19. srpen, 1943; 9. říjen, 1943